# Kanadyjska Komisja Zaopatrzenia
Kanadyjska Komisja Zaopatrzenia (ang. Canadian Supply Commission) – komisja powołana w 1916 roku, mająca na celu uregulowanie rynku poprzez wyznaczenie priorytetów w produkcji i ustanowienie cen obowiązujących na rynku wewnętrznym.